# ヴォルフガンク・デ・ベール
ヴォルフガンク・デ・ベール（Wolfgang de Beer, 1964年1月2日 - 2024年12月30日）は、ドイツの元サッカー選手、サッカー指導者。ポジションはゴールキーパー。

## 経歴
MSVデュースブルクでプロキャリアをスタートし、1986年に加入したボルシア・ドルトムントに2001年の現役引退まで在籍し続けた。引退後もドルトムントに残留しGKコーチとFRMを務めていたが、2024年12月30日に死去した。